# Wikstroemia austrocochinchinensis
Wikstroemia austrocochinchinensis är en tibastväxtart som först beskrevs av Paul Lecomte, och fick sitt nu gällande namn av P.H. Hô. Wikstroemia austrocochinchinensis ingår i släktet Wikstroemia och familjen tibastväxter. Inga underarter finns listade i Catalogue of Life.